# Râul Mureș între Morești și Ogra
Râul Mureș între Morești și Ogra este o arie protejată (sit de importanță comunitară — SCI) din România, desemnată în scopul protejării biodiversității și menținerii într-o stare de conservare favorabilă a florei spontane și faunei sălbatice, precum și a habitatelor naturale de interes comunitar aflate în arealul zonei de protecție. Aceasta este întinsă pe o suprafață de 640,8 ha, integral pe uscat.

## Localizare
Centrul sitului Râul Mureș între Morești și Ogra este situat la coordonatele 46°28′34″N 24°21′43″E / 46.476183°N 24.362056°E. Situl se întinde pe teritoriile administrative ale comunelor Cristești, Ogra, Pănet, Sâncraiu de Mureș și Sânpaul; și pe cele ale orașelor Iernut și Ungheni din județul Mureș.

## Înființare
Situl Râul Mureș între Morești și Ogra a fost declarat sit de importanță comunitară (ROSCI0367) în septembrie 2011 pentru a proteja 11 specii de animale.

## Biodiversitate
Situată în ecoregiunea continentală, aria protejată nu include niciun habitat protejat.
La baza desemnării sitului se află mai multe specii protejate:
- amfibieni (1): buhai de baltă cu burta roșie (Bombina bombina)
- mamifere (1): vidră de râu (Lutra lutra)
- nevertebrate (2): Coenagrion ornatum, Ophiogomphus cecilia
- pești (7): avat (Aspius aspius), Cobitis taenia Complex, boarță (Rhodeus amarus), porcușor de nisip (Romanogobio kesslerii), porcușor de șes (Romanogobio vladykovi), câră (Sabanejewia balcanica), fusar (Zingel streber)